# Mayottes herrlandslag i fotboll
Mayottes herrlandslag i fotboll (franska: Équipe de Mayotte de football) kontrolleras av Ligue de Football de Mayotte och representerar Mayotte i internationella fotbollsmatcher. Mayotte är varken medlem i Fifa eller Caf, så man kan inte delta i världsmästerskapet eller i det afrikanska mästerskapet, däremot är man medlem i UIOFF och kan delta i de indiska oceanspelen. Fram till 2007 hade Mayotte spelat två vänskapsmatcher mot den franska utomeuropeiska ön Réunion och tre mot Madagaskar.